# Corinthian Motors
Corinthian Motors Inc. war ein US-amerikanischer Hersteller von Automobilen.

## Unternehmensgeschichte
Charles B. Lewis gründete das Unternehmen im November 1921. Der Sitz war in Philadelphia in Pennsylvania. Er begann 1922 mit der Produktion von Automobilen. Der Markenname lautete Corinthian. 1923 endete die Produktion.

## Fahrzeuge
1922 gab es nur das Model M-1. Ein Vierzylindermotor mit 65 PS trieb die Fahrzeuge an. Der Radstand betrug 330 cm. Zur Wahl standen Aufbauten als Race, dreisitziges Coupé, fünfsitzige Limousine und zweisitziger Roadster. Die Fahrzeuge waren sehr teuer und verkauften sich schlecht.
1923 folgte mit dem Senior ein ähnliches Modell. Er hatte einen Vierzylindermotor von der Wisconsin Motor Manufacturing Company, der ebenfalls 65 PS leistete. Das Fahrgestell hatte 335 cm Radstand. Ihn gab es als fünfsitzigen Tourenwagen, zweisitzigen Roadster, zweisitziges Coupé, fünfsitzige Limousine und als Racer.
Außerdem ergänzte 1923 mit dem Junior ein wesentlich billigeres Fahrzeug das Sortiment. Sein Vierzylindermotor stammte von Herschell-Spillman. Die Motorleistung war mit 35 PS angegeben. Der Radstand betrug 279 cm. Er war als fünfsitziger Tourenwagen, zweisitziger Roadster, dreisitziges Coupé und fünfsitzige Limousine erhältlich.

## Modellübersicht
| Jahr | Modell    | Zylinder | Leistung (PS) | Radstand (cm) | Aufbau                                                                             |
| ---- | --------- | -------- | ------------- | ------------- | ---------------------------------------------------------------------------------- |
| 1922 | Model M-1 | 4        | 65            | 330           | Race, Coupé 3-sitzig, Limousine 5-sitzig, Roadster 2-sitzig                        |
| 1923 | Junior    | 4        | 35            | 279           | Tourenwagen 5-sitzig, Roadster 2-sitzig, Coupé 3-sitzig, Limousine 5-sitzig        |
| 1923 | Senior    | 4        | 65            | 335           | Tourenwagen 5-sitzig, Roadster 2-sitzig, Coupé 2-sitzig, Limousine 5-sitzig, Racer |